# غريس مولوني
غريس مولوني (بالإنجليزية: Grace Moloney) (1 مارس 1997 بسلاو في المملكة المتحدة - ) هي لاعبة كرة قدم بريطانية في مركز حراسة المرمى. شاركت مع منتخب جمهورية أيرلندا لكرة القدم للسيدات. أما مع النوادي، فقد لعبت مع Reading F.C. Women ‏.

## وصلات خارجية
- غريس مولوني على موقع الاتحاد الدولي (مؤرشف)  (الإنجليزية)
- غريس مولوني على موقع الاتحاد الأوربي (الإنجليزية)
- غريس مولوني على موقع قاعدة بيانات كرة القدم.إي يو (الإنجليزية)
- غريس مولوني على موقع Soccerway.com (الإنجليزية)